# Elvo
L'Elvo (Elv in piemontese) è un torrente del Piemonte che scorre nelle province di Biella e Vercelli; è il principale tributario del Cervo.

Dà il nome alla omonima valle: la Valle dell'Elvo, ed il suo bacino ha un perimetro di 107 km.
Intorno alla sua valle si sono sviluppate due comunità montane, oggi soppresse:
- Comunità Montana Alta Valle Elvo
- Comunità Montana Bassa Valle Elvo.

Una parte del suo basso corso, nei pressi di Carisio (VC), è invece compreso nella Riserva naturale della Garzaia di Carisio.
Una via a Torino è stata intitolata al torrente, nel quartiere Barriera di Milano.

## Etimologia
La Tavola peutingeriana riporta la presenza di un fluvius Victium, nel quale alcuni studiosi identificano l'Elvo, a nord di Vercelli.
Il torrente viene invece denominato Helevo nei documenti medioevali in latino.

## Corso del torrente

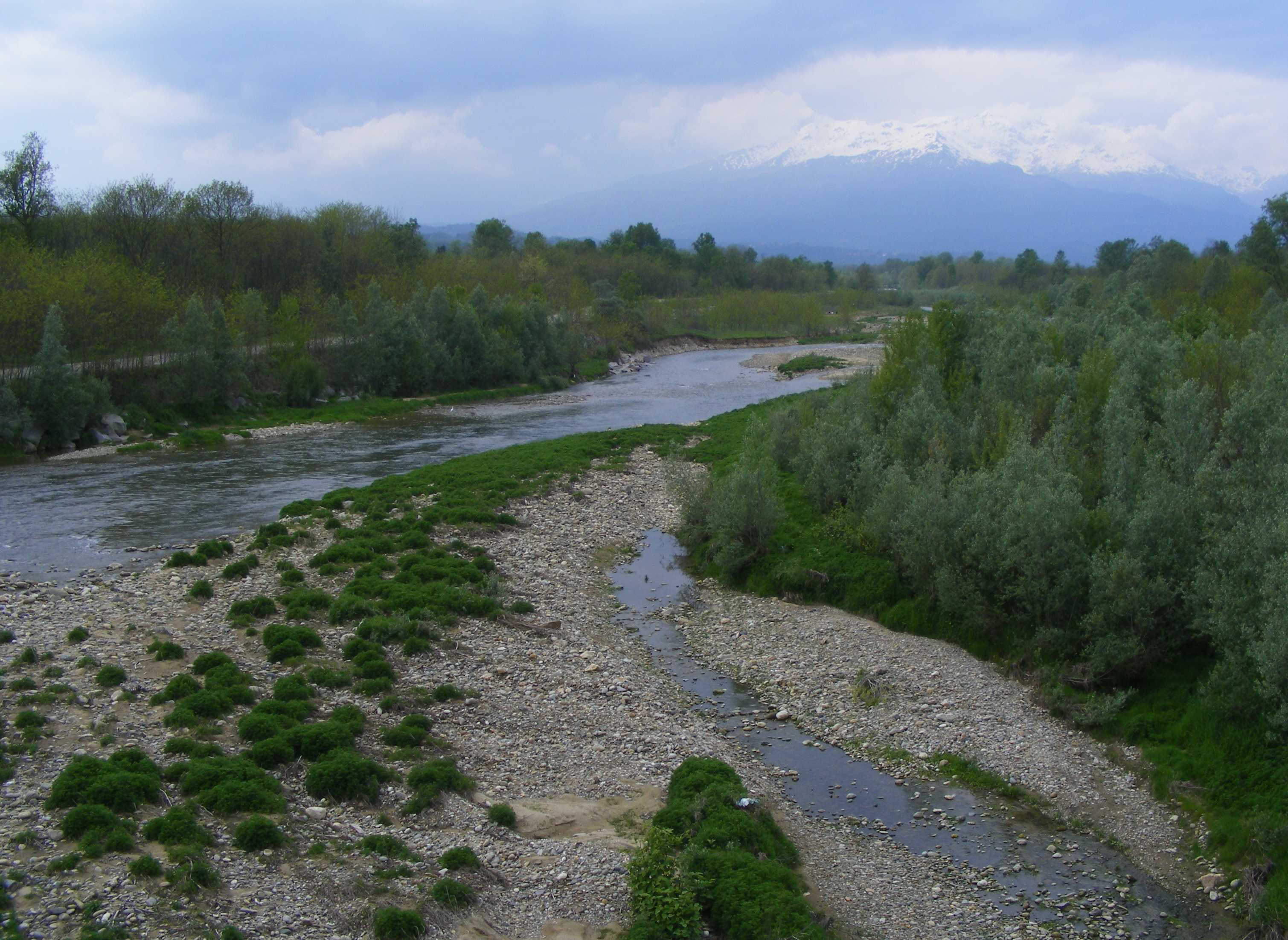
L'Elvo allo sbocco sulla pianura biellese

Nasce a circa 2.300 m s.l.m. dalle pendici sud del Monte Mars (2.600 m), la più alta cima delle Alpi Biellesi; nel suo tratto più in quota l'erosione fluviale incide preesistenti formazioni geologiche dovute all'azione degli antichi ghiacciai, in particolare circhi glaciali. 

Inizialmente il suo corso si dirige verso sud e la sua valle si infossa progressivamente scavando una stretta gola che divide i centri abitati in destra idrografica (Graglia, Muzzano e Camburzano) da quelli posti alla sinistra del torrente (Sordevolo, Occhieppo Superiore, Occhieppo Inferiore).

Uscito nella pianura biellese riceve presso Mongrando l'apporto da destra dell'Ingagna, il suo principale affluente.
Nei dintorni di Borriana da sinistra lo raggiungono l'apporto idrico dell'Oremo e il suo corso comincia a deviare gradualmente verso ovest. Dopo aver lambito in destra idrografica la Riserva naturale speciale della Bessa (parte della Riserva naturale orientata delle Baragge) scorrendo in un ampio greto ciottoloso riceve ancora da destra l'apporto dell'Olobbia, che confluisce nei pressi di Cerrione.
In comune di Salussola l'Elvo viene scavalcato dalla ex SS 143 e dalla Ferrovia Santhià-Biella ed entra poi nella pianura risicola vercellese, nella quale scorre lentamente creando numerose isole più o meno stabili nel tempo. In questa zona il corso del torrente si fa meandrifome ed a tratti pluricursale, ovvero si suddivide in canali multipli e/o intrecciati tra di loro.
Sempre dirigendosi verso ovest interseca l'Autostrada A4 e riceve in destra idrografica le acque residue del Canale Depretis. Dopo essere stato sottopassato dal Canale Cavour grazie ad una tomba a sifone confluisce infine a quota 136 m nel Cervo tra Collobiano e Quinto Vercellese, poco a valle del ponte della ex SS 230.

## Affluenti principali
- In sinistra idrografica:
  - Rivo Canale: raccoglie le acque delle pendici meridionali del Mucrone e sfocia nell'Elvo a breve distanza da Bagneri;
  - Torrente Oremo.
- In destra idrografica:
  - Rio della Lace: nasce dal colle omonimo e sbocca nell'Elvo attorno a quota 1100;
  - Torrente Janca: nasce sulle pendici orientali della Colma di Mombarone e confluisce nell'Elvo poco a nord di Sordevolo;
  - Ingagna;
  - Olobbia;
  - Canale Depretis.[8]

## Regime

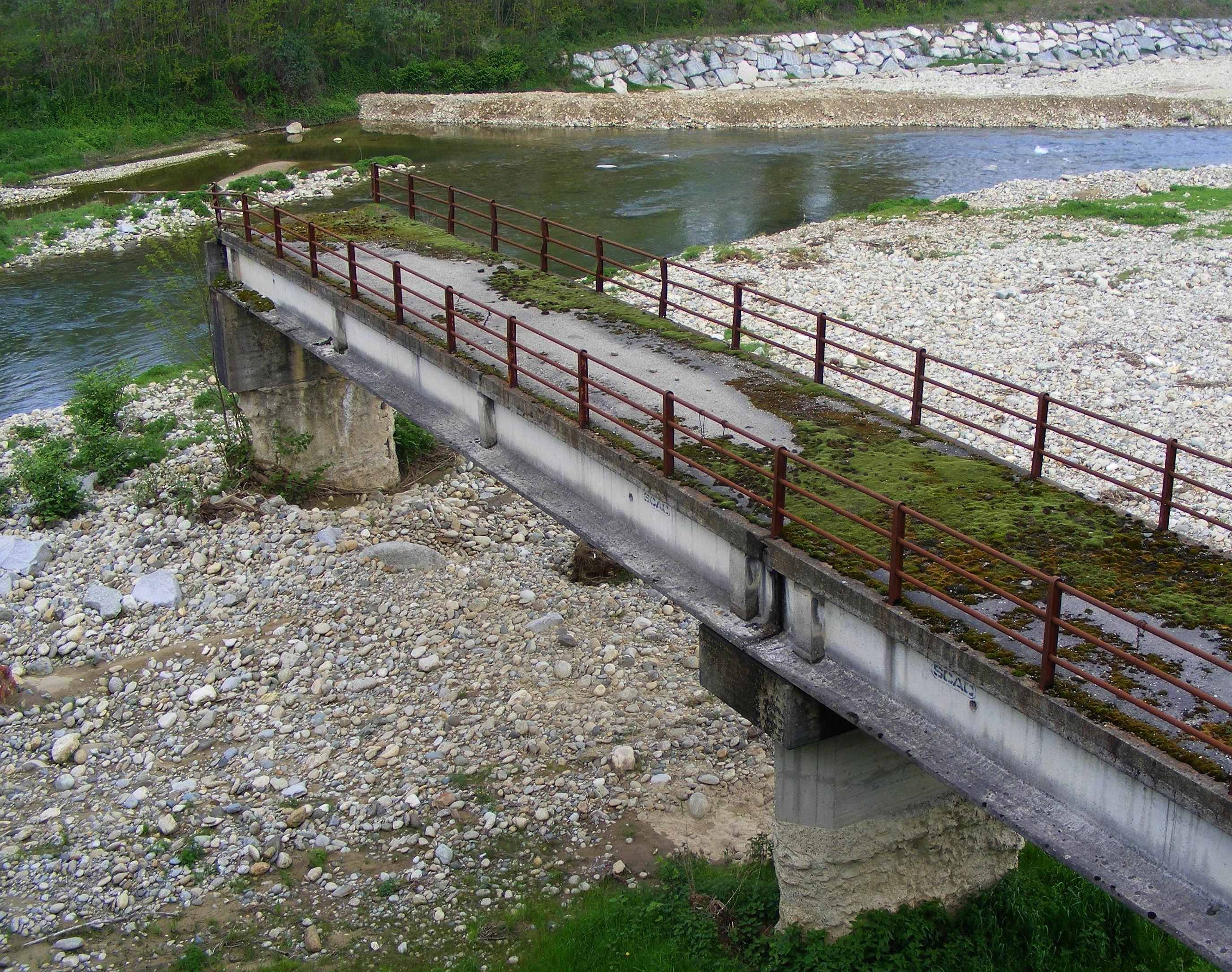
Un vecchio ponte sull'Elvo nei pressi di Cerrione (BI)

L'Elvo è un torrente dal regime tipicamente prealpino con piene autunnali e primaverili e marcatissime magre estive e invernali. In caso di precipitazioni violente è soggetto ad imponenti piene.

Il regime idrico del tratto di pianura dell'Elvo è pesantemente alterato, sia quantitativamente sia come distribuzione delle portate nel tempo, dal prelievo operato dai canali irrigui.
Va però ricordato che nella parte più a valle del proprio bacino il torrente riceve gli apporti dell'acqua in esubero di alcuni canali artificiali come il Naviletto della Mandria e il Canale Depretis, i quali trasferiscono in questo modo all'Elvo risorse idriche provenienti dalla Dora Baltea.

## Stato ambientale e utilizzi

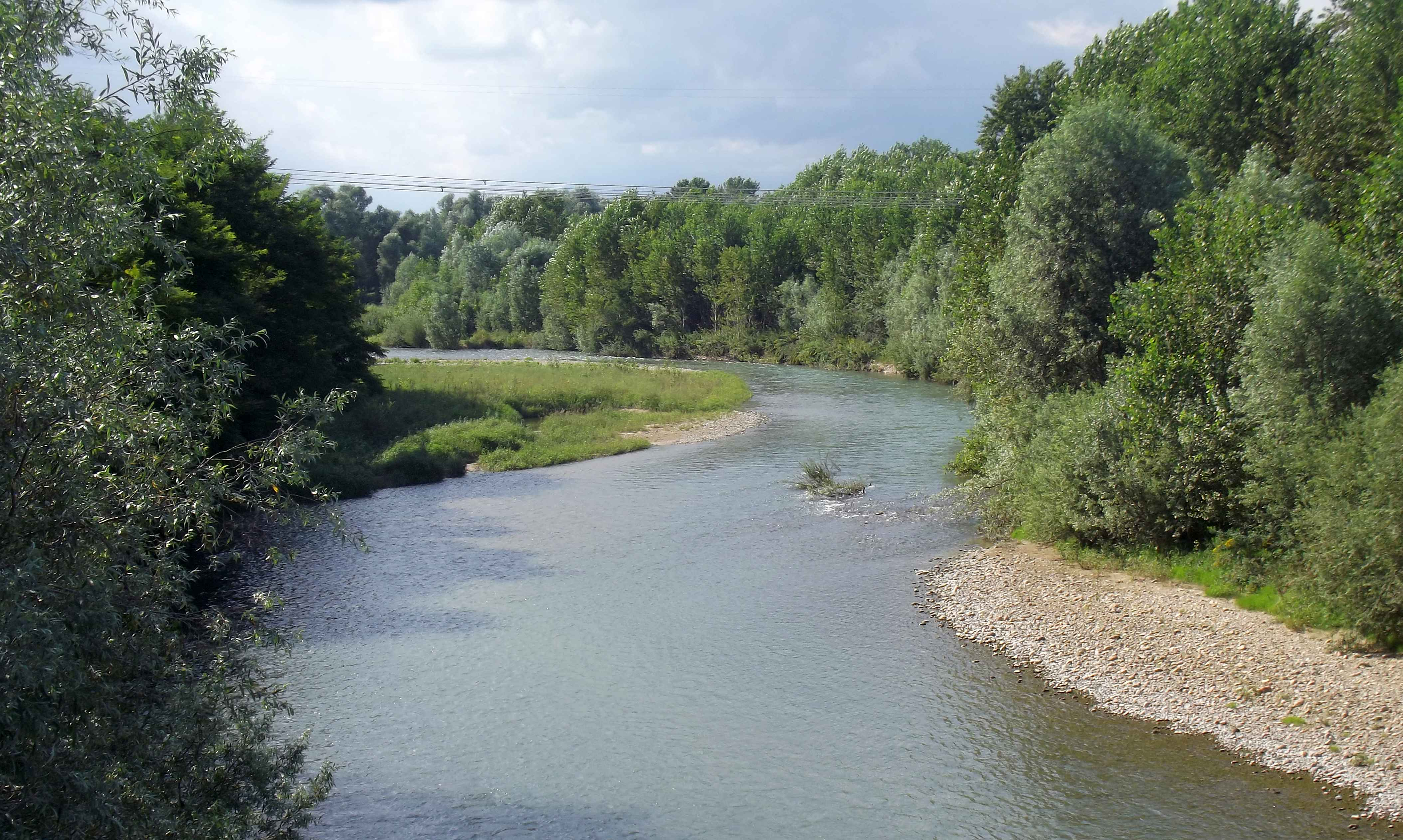
L'Elvo nella zona della Garzaia di Carisio.

Lo stato ambientale delle acque (indice SACA) è stato classificato al 2002 dalla Regione Piemonte come BUONO fino a Occhieppo Inferiore e SUFFICIENTE da Mongrando alla confluenza, a causa delle immissioni di origine civile e industriale e della presenza di diserbanti e antiparassitari rilevata nel tratto più a valle.

Il torrente è noto, insieme a vari corsi d'acqua piemontesi come ad esempio l'Orco, per la presenza di pagliuzze d'oro nella sabbia del letto localizzate - in questo caso - soprattutto nella zona nei pressi della Bessa.

Presso il Museo dell'Oro e della Bessa si potranno osservare numerose campionature aurifere locali e capire come gli antichi "pescatori d'oro" (così venivano anticamente chiamati i cercatori), utilizzavano il Copon in legno, un tipico utensile della valle dell'Elvo per cercare il prezioso metallo.